# Émerson Leão
Émerson Leão eller bare Leão (født 11. juli 1949 i Ribeirão Preto, Brasilien) er en tidligere brasiliansk fodboldspiller (målmand) og -træner.
Han spillede 80 kampe for Brasiliens landshold, som han vandt guld med ved VM i 1970 i Mexico. Han var dog ikke på banen i turneringen. Det var han til gengæld ved både VM i 1974, VM i 1978 og VM i 1986.
Leão spillede på klubplan primært for São Paulo-storklubben, Palmeiras, hvor han var tilknyttet i otte sæsoner Han havde også ophold hos flere andre af de brasilianske storklubber, blandt andet Vasco da Gama, Corinthians og Grêmio.
Siden sit karrierestop har Leão fungeret som træner, og har stået i spidsen for over tyve forskellige klubber og landshold. Han har været ansvarshavende i sine gamle klubber Palmeiras og Corinthians, og var fra 2000-2001 også brasiliansk landstræner. Derudover har han trænet blandt andet Cruzeiro, Santos og São Paulo, og har desuden haft trænerjobs i Japan.